# 加瀬愛奈
加瀬 愛奈（かせ あいな、5月27日 - ）は、日本の女性歌手、声優。ドワンゴアーティストプロダクションに所属していたが、現在はエスプリズムに所属している。他にもバンドNo Life Negotiatorのボーカルで楓という名義で活動している。
麻雀が得意で、歌手・声優活動の傍ら秋葉原にある雀荘「MJPS（まじぴそ）あきば」のオーナー職も兼任している。

## 出演
太字はメインキャラクター。

### テレビアニメ
- D.C.III 〜ダ・カーポIII〜（2013年、英理・アンジェラ・アーサー）

### OVA
- T.P.さくら 時空樹防衛戦（2011年、朝倉純一）

### ゲーム
2010年
- fortissimo//Akkord:Bsusvier（雨宮綾音）

2011年
- fortissimo EXA//Akkord:Bsusvier（雨宮綾音）
- T.P.さくら 〜タイムパラディンさくら〜（朝倉純一）

2012年
- D.C.III 〜ダ・カーポIII〜（エリザベス）
- D.C.III DASH 〜ダ・カーポIII Ver.1.3〜 USBメモリ版（エリザベス）

2013年
- D.C.III Plus 〜ダ・カーポIII プラス〜（エリザベス）
- D.C.III R 〜ダ・カーポIII アール〜（エリザベス）

2015年
- 果つることなき未来ヨリ（ペトルシュカ・マーレン[1]）

2014年
- カデンツァ フェルマータ アコルト：フォルテシモ（雨宮綾音、美鏡ひより[2]）

2023年
- D.C.III P.S. ～ダ・カーポIII プラスストーリー～（エリザベス[3]）

### ラジオ
- 情報アキハバラエティ はばラヂ（2008年/第143回、BBstation）- 代打アシスタント

### 舞台
- 四谷於岩稲荷田宮神社勧進奉納舞台なぞらえ屋〜不思議底七歌〜（2011年4月1日 - 3日、吉祥寺 前進座劇場）- ヤゥリン（芋虫） 役 （古本汐里とのダブルキャスト）

## ディスコグラフィ

### シングル
| 枚  | 発売日         | タイトル     | 規格品番  |
| --- | -------------- | ------------ | --------- |
| 1st | 2008年10月29日 | 君に続く軌跡 | PBCS-0004 |
| 2nd | 2008年10月29日 | Growing      | PBCS-0005 |

### アルバム
| 枚  | 発売日         | タイトル | 規格品番  |
| --- | -------------- | -------- | --------- |
| 1st | 2009年10月28日 | ai       | PBCA-0011 |

### No Life Negotiator名義シングル
| 枚  | 発売日         | タイトル       | 規格品番    |
| --- | -------------- | -------------- | ----------- |
| 1st | 2011年11月30日 | startline      |             |
| 2nd | 2012年5月25日  | ハジマリノウタ | CIRCUS-0302 |

#### 歌手参加楽曲
| 発売日         | 商品名                                                      | 歌                       | 楽曲                                                 | 備考                                                                          |
| -------------- | ----------------------------------------------------------- | ------------------------ | ---------------------------------------------------- | ----------------------------------------------------------------------------- |
| 2008年3月14日  | D.C.P.K. 〜ダ・カーポーカー〜 ボーカルアルバム              | 加瀬愛奈                 | 「僕らの場所へ」                                     | PCゲーム『D.C.P.K. 〜ダ・カーポーカー〜』『D.C.』ルートエンディング曲＆挿入歌 |
| 2009年1月30日  | Evolution それは舞い散る桜のように 完全版 Arrangement Album | 加瀬愛奈                 | 「beloved〜桜の彼方へ〜」                            | PCゲーム『それは舞い散る桜のように 完全版』                                   |
| 2009年1月30日  | Winter Selection Vol.2 graviton                             | 加瀬愛奈                 | 「snow rabbit」                                      |                                                                               |
| 2009年4月8日   | Canvas3 〜白銀のポートレート〜 オリジナルサウンドトラック   | 加瀬愛奈                 | 「Candy girl」                                       | PCゲーム『Canvas3 〜白銀のポートレート〜』朝里利奈イメージソング              |
| 2009年5月5日   | Princess Party ボーカルアルバム                             | 加瀬愛奈                 | 「Fly me to the over the rainbow.」                  | PCゲーム『Princess Party 〜プリンセスパーティー〜』挿入歌                     |
| 2009年5月29日  | マジスキ ボーカルアルバム                                   | 加瀬愛奈                 | 「Kiss Me Tonight」                                  | PCゲーム『マジスキ 〜Marginal Skip〜』エンディングテーマ                      |
| 2009年6月24日  | ヴァルキリーコンプレックス ボーカルアルバム                 | 加瀬愛奈                 | 「Flare of Hell」                                    | PCゲーム『ヴァルキリーコンプレックス』挿入歌                                  |
| 2009年10月28日 | 空を飛ぶ、7つ目の魔法。 VOCAL ALBUM.                        | 加瀬愛奈                 | 「君から始まる奇跡」                                 | PCゲーム『空を飛ぶ、7つ目の魔法。』オープニングテーマ                         |
| 2009年10月28日 | 空を飛ぶ、7つ目の魔法。 VOCAL ALBUM.                        | 加瀬愛奈                 | 「crystallize」                                      | PCゲーム『空を飛ぶ、7つ目の魔法。』エンディングテーマ                         |
| 2010年10月27日 | PCゲーム「uni.」ボーカルミニアルバム 愛情歌曲               | 加瀬愛奈                 | 「uni.〜ユニ 僕たちは泣き笑い響き合う〜 Piano Ver.」 | PCゲーム『uni.』                                                              |
| 2010年10月27日 | fortissimo songs                                            | 加瀬愛奈                 | 「柔らかな桜光」                                     | PCゲーム『fortissimo//Akkord:Bsusvier』挿入歌                                 |
| 2010年11月5日  | あるぴじ学園 ボーカルアルバム                               | 加瀬愛奈                 | 「幸吹雪」                                           | PCゲーム『』                                                                  |
| 2014年3月26日  | memoria! 下村陽子25周年ベストアルバム                       | 加瀬愛奈                 | 「Kiss of Jealousy（LIVE A LIVE）」                  |                                                                               |
| 2014年3月26日  | memoria! 下村陽子25周年ベストアルバム                       | 加瀬愛奈                 | 「MEGALOMANIA（LIVE A LIVE）」                       |                                                                               |
| 2015年8月21日  | KOI-NAKA COMPLETE VOCAL ALBUM                               | 加瀬愛奈                 | 「君がいる。それだけで幸せ！」                       | PCゲーム『こいなか -小田舎で初恋×中出しセクシャルライフ-』                    |
| 2016年6月24日  | fortissimo complete best album                              | No Life Negotiator（楓） | 「LOST GARDEN」                                      | PCゲーム『fortissimo EXS//Akkord:nächsten Phase』紗雪ルートオープニングテーマ |